# Cordillera Presidencial
La cordillera Presidencial (en inglés: Presidential Range) es una cordillera ubicada en las montañas Blancas en el estado de Nuevo Hampshire, casi completamente en el condado de Coos. Las cumbres más notables de la cordillera toman sus nombres de estadounidenses prominentes, tanto figuras públicas de los siglos XVIII y XIX, como presidentes.

## Cumbres notables
Estas cumbres incluyen, en orden desde el sudoeste al noreste:
- Monte Webster toma su nombre de Daniel Webster
- Monte Jackson toma su nombre de Charles Thomas Jackson
- Monte Pierce toma su nombre de Franklin Pierce
- Monte Eisenhower toma su nombre de Dwight Eisenhower
- Monte Franklin toma su nombre de Benjamin Franklin
- Monte Monroe toma su nombre de James Monroe
- Monte Washington toma su nombre de George Washington
- Monte Clay toma su nombre de Henry Clay
- Monte Jefferson toma su nombre de Thomas Jefferson
- Monte Sam Adams toma su nombre de Samuel Adams
- Monte Adams toma su nombre de John Adams
- Monte Quincy Adams toma su nombre de John Quincy Adams
- Monte Madison toma su nombre de James Madison

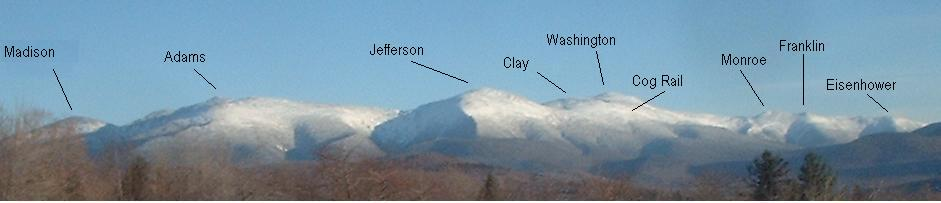
Cumbres notables de Presidential Rage.

- Datos: Q1264835
- Multimedia: Presidential Range / Q1264835